# L'ombra alla finestra
L’ombra alla finestra è un film statunitense del 1957, diretto da William Asher.

## Trama
Il piccolo Petey assiste da una finestra alla violenta scena dell’uccisione di un uomo perpetrata da tre rapinatori all’interno della casa dove sua madre si era recata con lui per il suo lavoro di dattilografa. E’ trovato più tardi da alcuni camionisti mentre si aggira pericolosamente lungo l’autostrada, ed è condotto in stato confusionale, incapace di riferire cosa sia successo, ad una stazione di polizia.
La madre, intanto, unica testimone oculare maggiorenne del delitto, è trattenuta dai tre delinquenti, fra i quali, prima che le forze dell’ordine riescano faticosamente a liberarla, sorgono drammatici contrasti in seguito alla situazione che è evidentemente sfuggita loro di mano.
Petey riuscirà a superare lo shock e a riguadagnare l’equilibrio solo quando, alla fine della vicenda, sarà ricongiunto alla madre.